# Еталон смерекового насадження (Надвірнянський район)
Еталон смерекового насадження — ботанічна пам'ятка природи місцевого значення. Об'єкт розташований на території Надвінянського району Івано-Франківської області, Максимецьке лісництво, квартал 23, виділ 13.
Площа — 4,0000 га, статус отриманий у 1972 році.